# Wozławki
Wozławki (niem. Wuslack) – wieś w Polsce położona na Warmii w województwie warmińsko-mazurskim, w powiecie bartoszyckim, w gminie Bisztynek. W latach 1945–1959 w powiecie lidzbarskim, 1959–1972 w powiecie bartoszyckim, 1973–1975 w powiecie biskupieckim. W latach 1975–1998 miejscowość administracyjnie należała do województwa olsztyńskiego.

## Historia
Wieś lokowana w 1357 r. przez biskupa warmińskiego Stryprocka, powtórny przywilej lokacyjny wydał w 1564 r. biskup warmiński Hozjusz.
Wozławki w XIV w. były siedzibą parafii. Pierwsza wzmianka o proboszczu w Wozławkach pochodzi z 1379. Kościół wybudowano w latach 1370–1380, a uposażenie dla parafii zapisano dopiero w czasie powtórnej lokacji w 1564 r. Proboszczem w latach 1717–1728 był baron Gotfryd Henryk Eulenberg z Galin (konwertyta). Proboszcz ten odnowił wnętrze gotyckiej budowli, nadając wystrój barokowy. Dobudował także kaplice św. Brunona (1727-1728). W roku 1788 kaplica była remontowana a malowidłami ozdobił Maciej Jan Meyer z Lidzbarka Warmińskiego. Kościół odnowiono kolejny raz w 1877 r. W wykazie wsi z 1729, obok Wozławek do parafii należała wieś Trutnowo.
W 1772 do komunii św. wielkanocnej przystąpiło tu 446 osób.
Obecnie parafia Wozławki należy do dekanatu Bartoszyce i obejmuje: wieś Wozławki oraz Trutnowo.
Wieczorem 22 stycznia 1945 z Wilczego Szańca przez Wozławki do pobliskich Borek Sędrowskich ewakuowany był sztab 4 Armii gen. Friedricha Hossbacha.

## Kościół
Kościół pw. św. Antoniego Opata, gotycki, orientowany, salowy z zakrystią od północy wybudowany został w latach 1370–1380, a wieża w II poł. XV wieku. Parafia należała do archiprezbiteratu w Jezioranach. Kościół posiada barokowy wystrój wnętrza. Ołtarz główny w kościele jest z 1726 – warsztat Krzysztofa Peuckera z Reszla. Ołtarze boczne, ambona i zagroda chrzcielna są barokowe. Na zagrodzie chrzcielnej znajduje się późnogotycka rzeźba św. Anny Samotrzeć z początku XVI wieku. Na sklepieniu kościoła polichromia z pierwszej połowy XVIII wieku. W tym samym okresie po stronie południowej kościoła wybudowano kaplicę w kształcie rotundy (połączona z nawa za pośrednictwem kruchty) z fundacji Eulenburga (1727-1728). Kaplica pw. św. Brunona zdobiona jest polichromiami (stan zachowania – w połowie odnowione
) Meyera.